# Pomßen
Pomßen (ˈpɔmzn̩) ist ein 20 Kilometer südöstlich von Leipzig gelegenes Dorf. Es gehört zur Gemeinde Parthenstein. Bedeutendste Sehenswürdigkeit ist die im 13. Jahrhundert gebaute romanische Wehrkirche Pomßen mit der ältesten spielbaren Orgel Sachsens von Gottfried Richter aus dem Jahr 1671.

## Geschichte

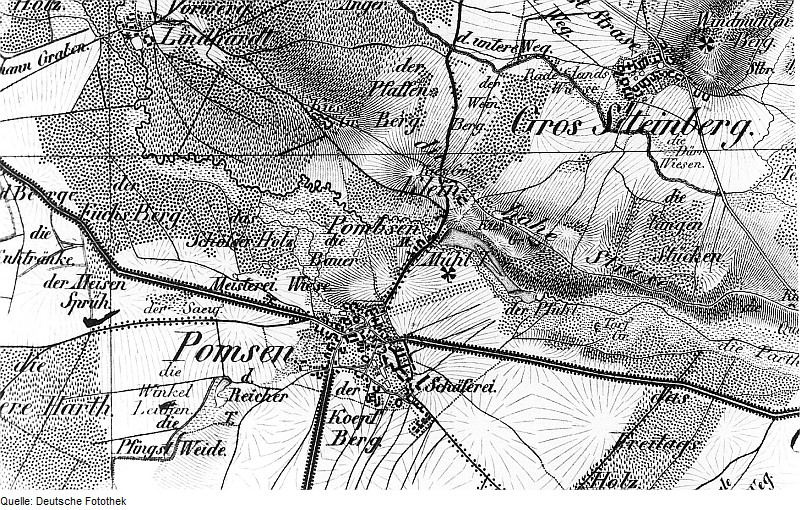
Pomßen (Pomsen) auf einer Karte von Hermann Oberreit (1836/39)

Das Platzdorf Pomßen war vermutlich eine sorbische Gründung; darauf weist zumindest der Ortsname slawischen Ursprungs hin. Wann das Dorf gegründet wurde, ist unbekannt. Die erste schriftliche Erwähnung stammt aus dem Jahr 1255, wo in einer Urkunde der Ritter Fridericus de Pomzin genannt wird. Ab 1391 wurde das Dorf Pomssen geschrieben, wenn auch noch bis ins 18. Jahrhundert hinein andere Schreibweisen üblich waren.
Pomßen war einer der bedeutendsten Adelssitze in Sachsen. Zum Rittergut gehörten mehrere hundert Hektar Land und im 16. Jahrhundert gab es dazu rund 40 Hufenbauern. 1439 bekam Nikel von Pflugk Pomßen vom Burggrafen Georg von Leisnig zu Lehen. Angehörige der Familie Pflugk residierten bis 1534 auf der Wasserburg von Pomßen. 1529 fand im Ort die erste evangelische Kirchenvisitation statt, womit der neue Glaube in der örtlichen Pfarre eingeführt wurde.
1536 erwarb Hans von Ponickau Pomßen. Von da an war die Familie Ponickau für nahezu zweieinhalb Jahrhunderte im Besitz des Gutes. Im Verlauf des 16. Jahrhunderts ließen die Ponickaus die Wasserburg in ein Schloss umbauen, das dann zuletzt im 19. Jahrhundert ein neoklassizistischer Bau gewesen ist.
Die Wehrkirche Pomßen aus dem 13. Jahrhundert wurde unter den Kirchenpatronen von Ponickau barock umgestaltet, nachdem 1661 der Turm teilweise eingestürzt war. An der Nordseite wurden eine Empore eingezogen und am Chor eine zweigeschossige Patronatsloge angebaut, die zum Altarraum reich mit Stuck dekoriert ist. Ein Bogen verbindet seitdem das Hauptschiff mit dem südlichen Seitenschiff zu einem Saal, an dessen Chorpfeiler die figürlich geschmückte Kanzel des späten 17. Jahrhunderts angebracht ist.
Die letzten Besitzer des Gutes Pomßen waren ab Ende des 19. Jahrhunderts die Fürsten von Schönburg-Waldenburg. Die Schönburgs wurden 1945 im Zuge der DDR-Bodenreform enteignet.
Während des Dreißigjährigen Krieges wurde das Dorf 1642 von den Schweden geplündert. Im Siebenjährigen Krieg und zur Zeit der Völkerschlacht 1813 gab es um den Ort Kämpfe und die Bewohner hatten unter Einquartierungen zu leiden. Am 20. Oktober 1943 wurde Pomßen aus der Luft bombardiert, was zur Zerstörung einiger Häuser führte.
Pomßen war in der Vergangenheit ein ausgesprochen großes und volkreiches Dorf. Bereits 1834 lebten hier fast 600 Menschen, 1939 hatte der Ort 900 Einwohner. Er erreichte 1950 mit 1145 Menschen seine höchste Einwohnerzahl, was auf den Zuzug vieler Flüchtlinge und Vertriebener zurückzuführen war. Seitdem hat die Einwohnerzahl stetig abgenommen. Die letzte amtliche Erhebung der eigenständigen Gemeinde Pomßen wies für 1990 688 Einwohner aus.
Zum 1. Januar 1994 wurde aus den bis dahin eigenständigen Gemeinden Grethen, Großsteinberg, Klinga und Pomßen die Gemeinde Parthenstein neugebildet.
Der Kirchenvorstand errichtete 1999 gemeinsam mit der Deutschen Stiftung Denkmalschutz eine Treuhänderische Stiftung, aus deren Erträgen die dringend notwendigen Instandsetzungsarbeiten durchgeführt werden konnten.

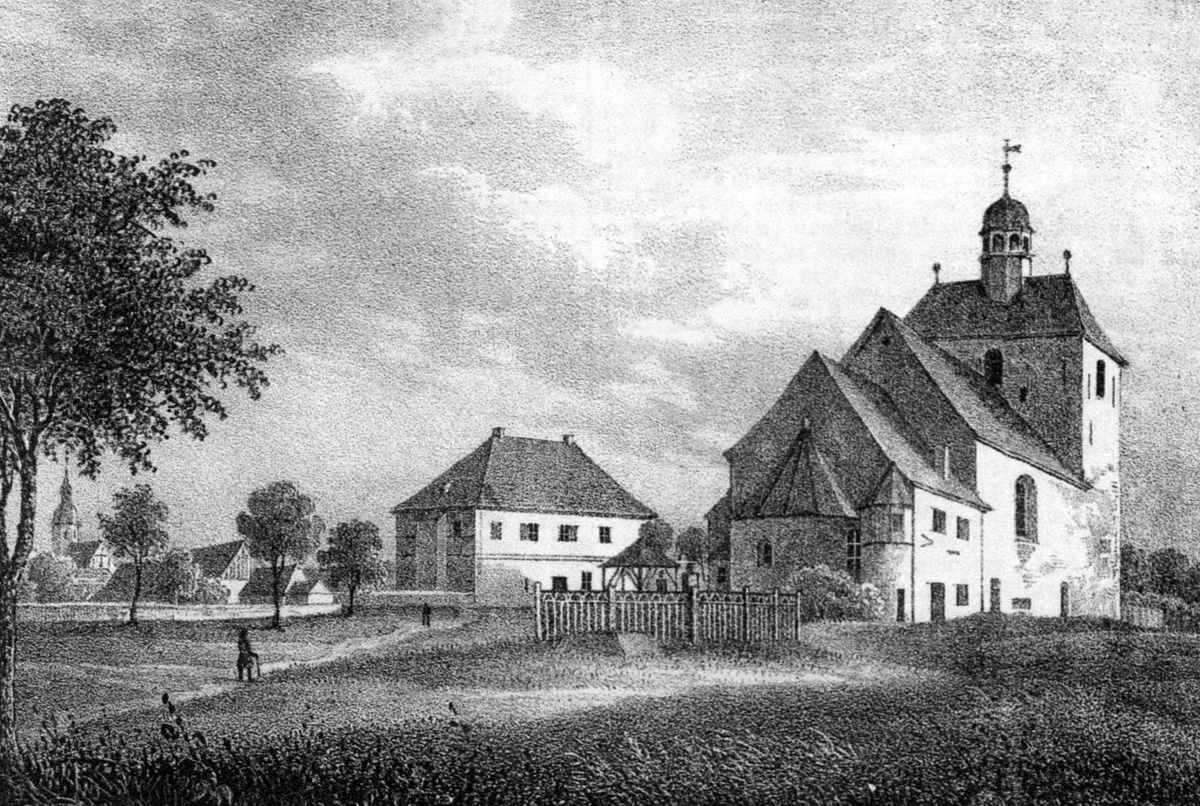
Wehrkirche Pomßen um 1840
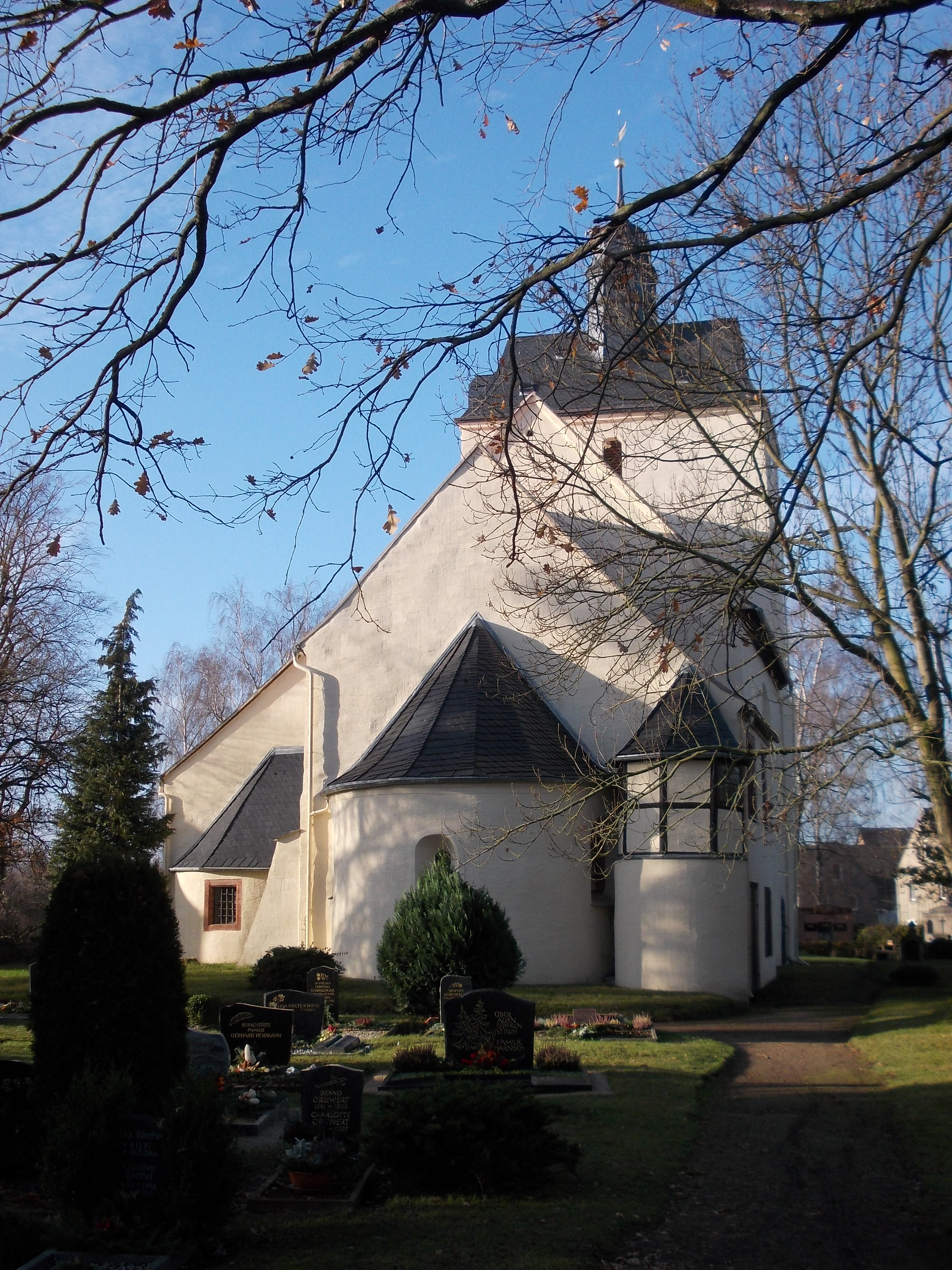
Blick von Osten auf Apsis, Langhaus und Turm
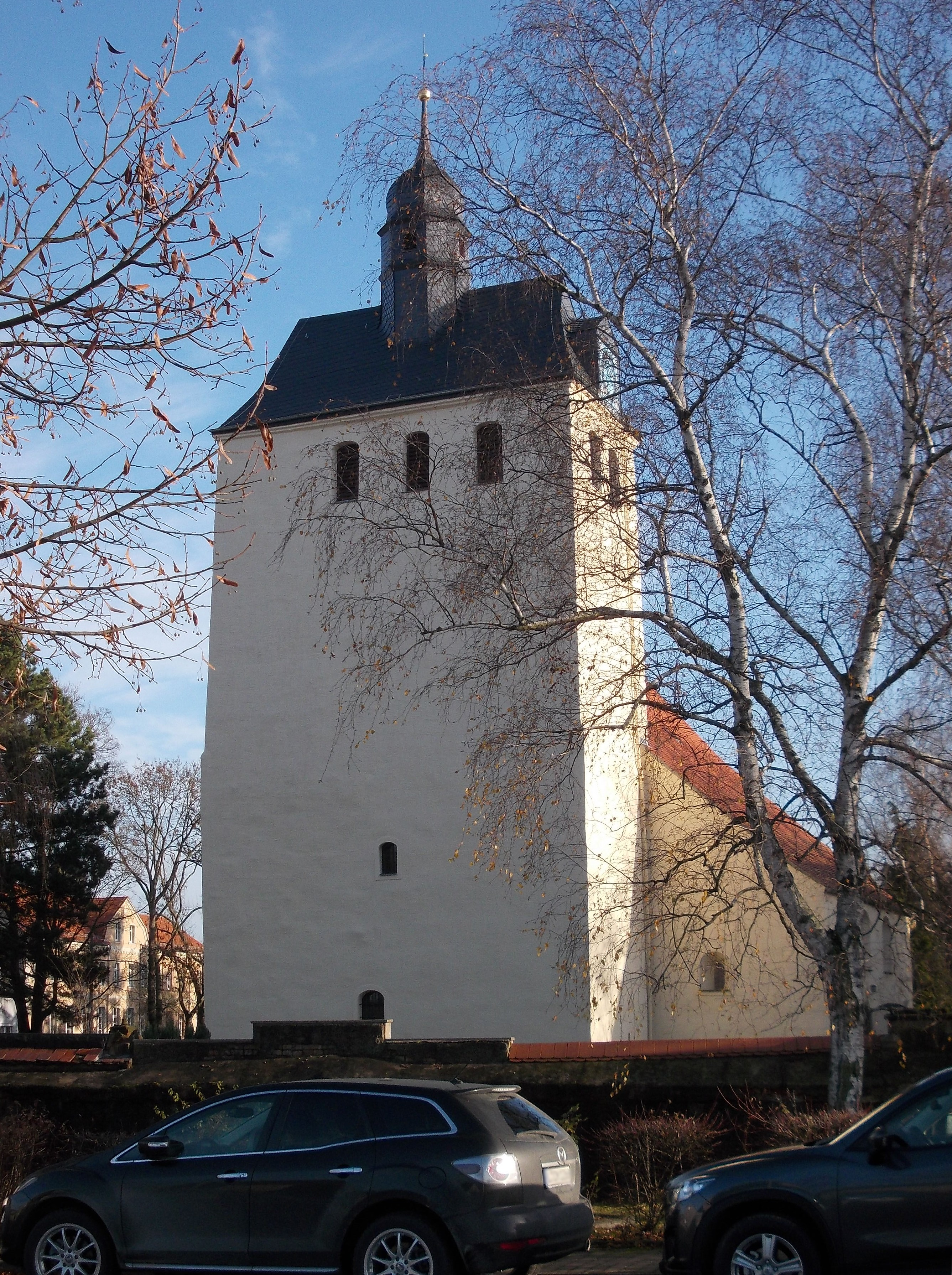
Der Wehrturm
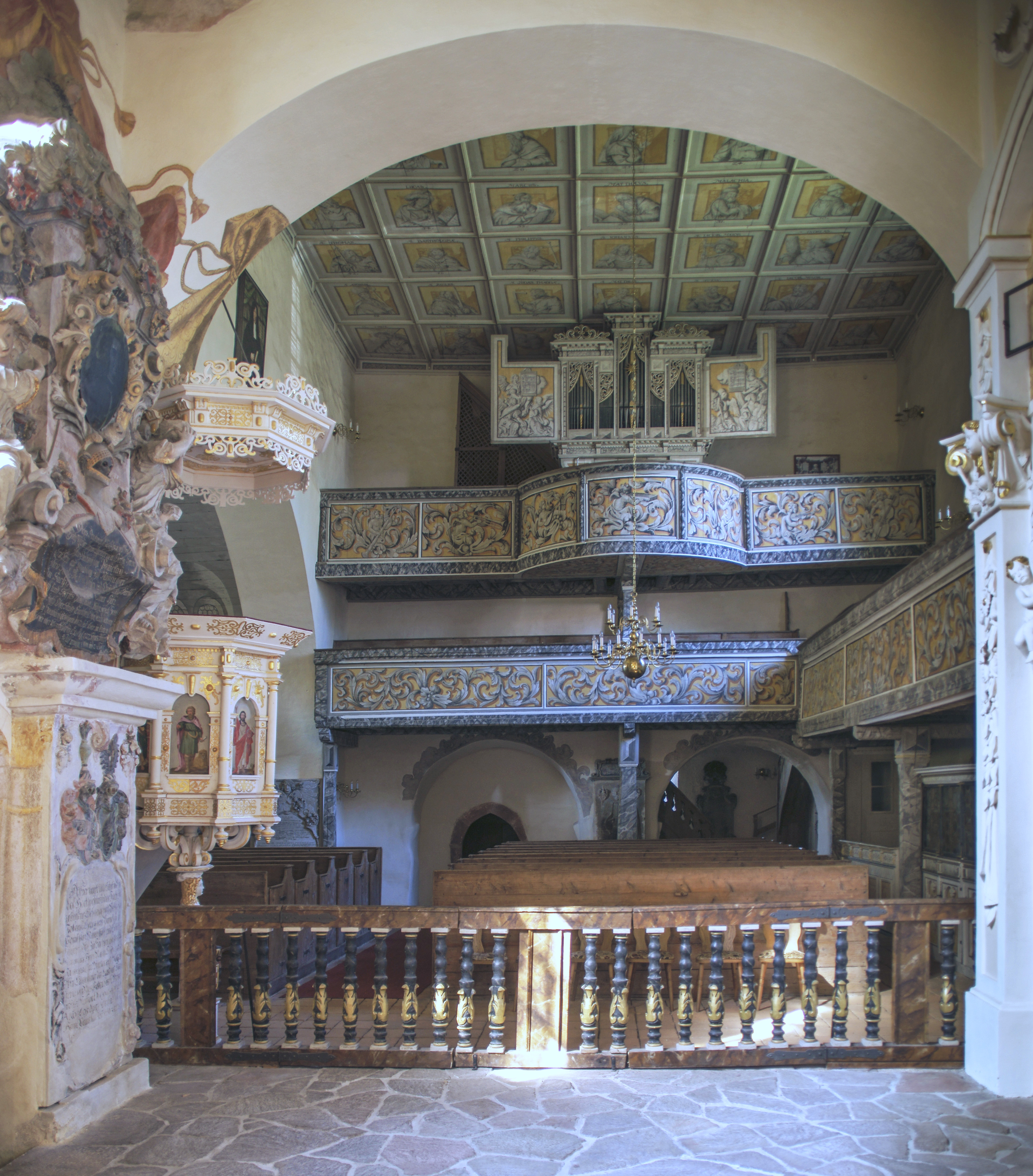
Kirchenschiff mit Kanzel, Emporen und Orgel
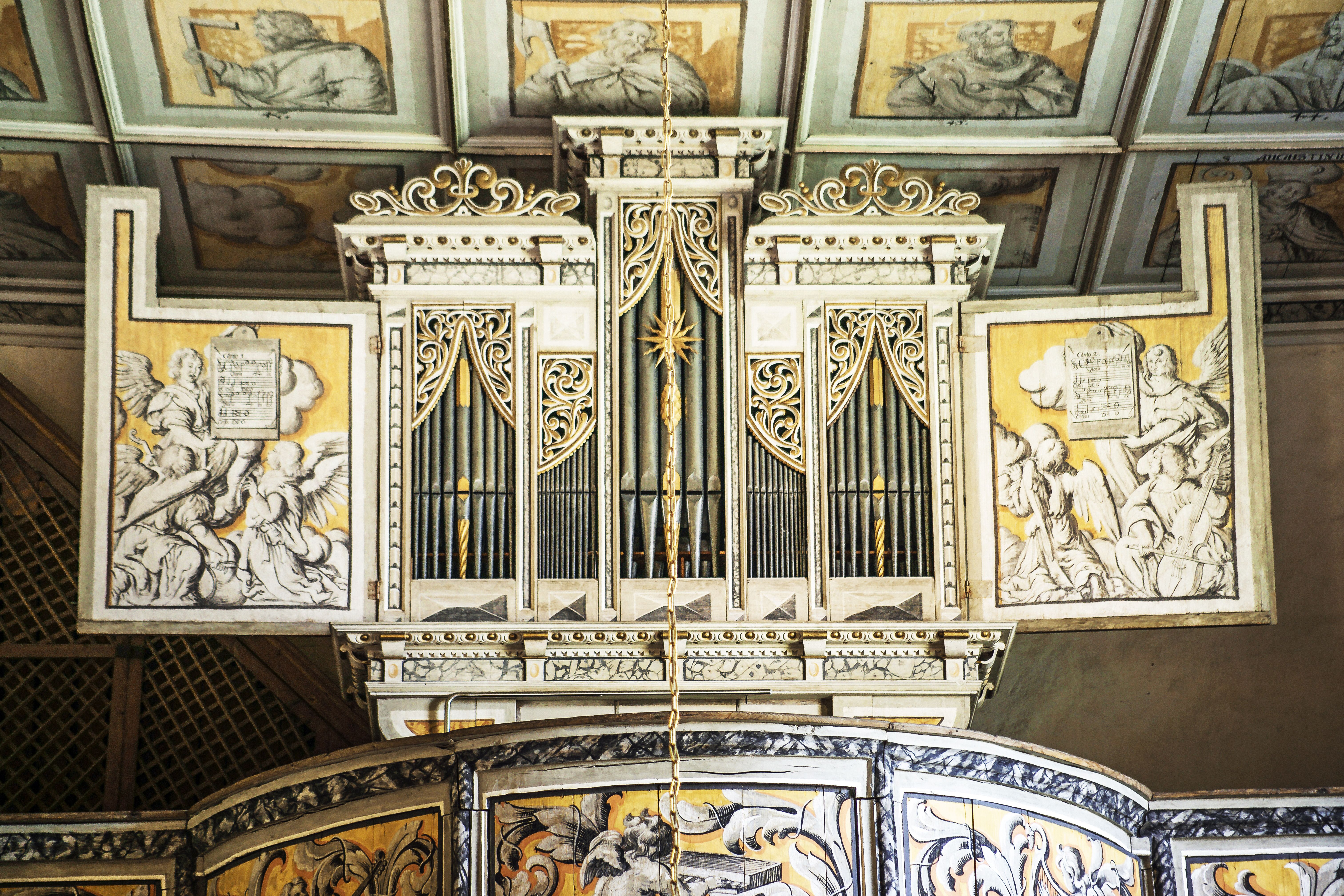
Richter-Orgel von 1671
Das Schloss Pomßen um 1860
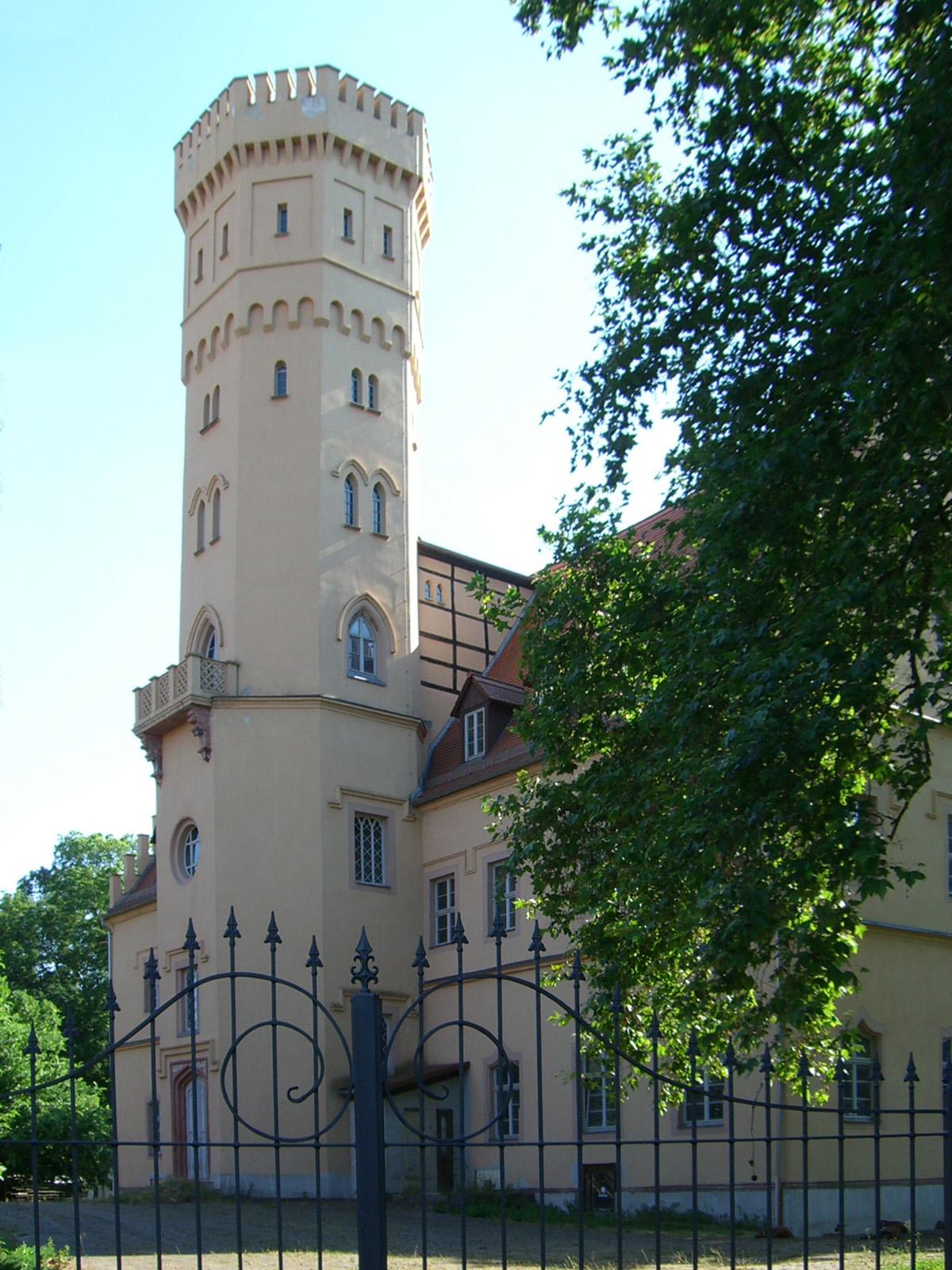
Das Schloss 2010
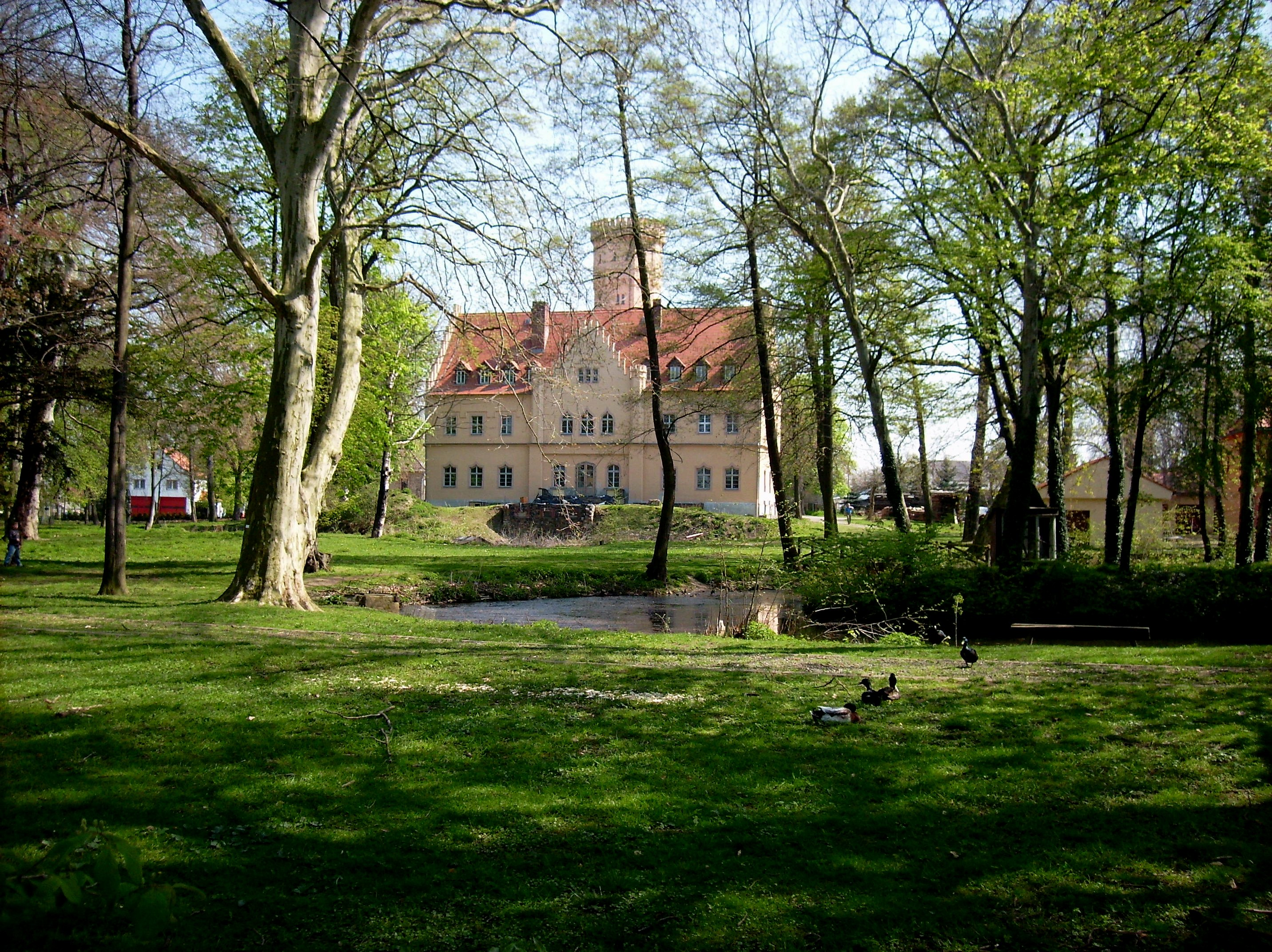
Blick vom Park auf das Schloss

### Kinder-„Euthanasie“
Ende 1938 oder Anfang 1939 ereignete sich in Pomßen der Fall Knauer. In der Familie Knauer oder Kressler (beides wahrscheinlich Pseudonyme) wurde ein blinder Sohn geboren, dem außerdem der linke Unterarm fehlte und dessen Bein deformiert war. Der Vater richtete eine Petition an Adolf Hitler, in der er um die Erlaubnis bat, dem Kind den „Gnadentod“ zu gewähren. Hitler ließ den Fall durch seinen Arzt Karl Brandt begutachten und stimmte etwa im Mai oder Juni 1939 der Tötung des Kindes zu. Im Oktober 1939 unterzeichnete Hitler dann ein auf den Beginn des Zweiten Weltkriegs zurückdatiertes Papier, womit er die systematische Ermordung „unheilbar Kranker“ Kinder autorisierte.

## Entwicklung der Einwohnerzahl
| Jahr | Einwohnerzahl                             |
| ---- | ----------------------------------------- |
| 1551 | 40 besessene Mann, 3 Häusler, 76 Inwohner |
| 1764 | 40 besessene Mann, 22 Häusler, 10 Hufen   |
| 1834 | 579                                       |
| 1871 | 796                                       |
| 1890 | 791                                       |

| Jahr | Einwohnerzahl |
| ---- | ------------- |
| 1910 | 790           |
| 1925 | 858           |
| 1939 | 900           |
| 1946 | 1076          |
| 1950 | 1145          |

| Jahr | Einwohnerzahl |
| ---- | ------------- |
| 1964 | 908           |
| 1990 | 688           |
| 2010 | 751           |

## Infrastruktur

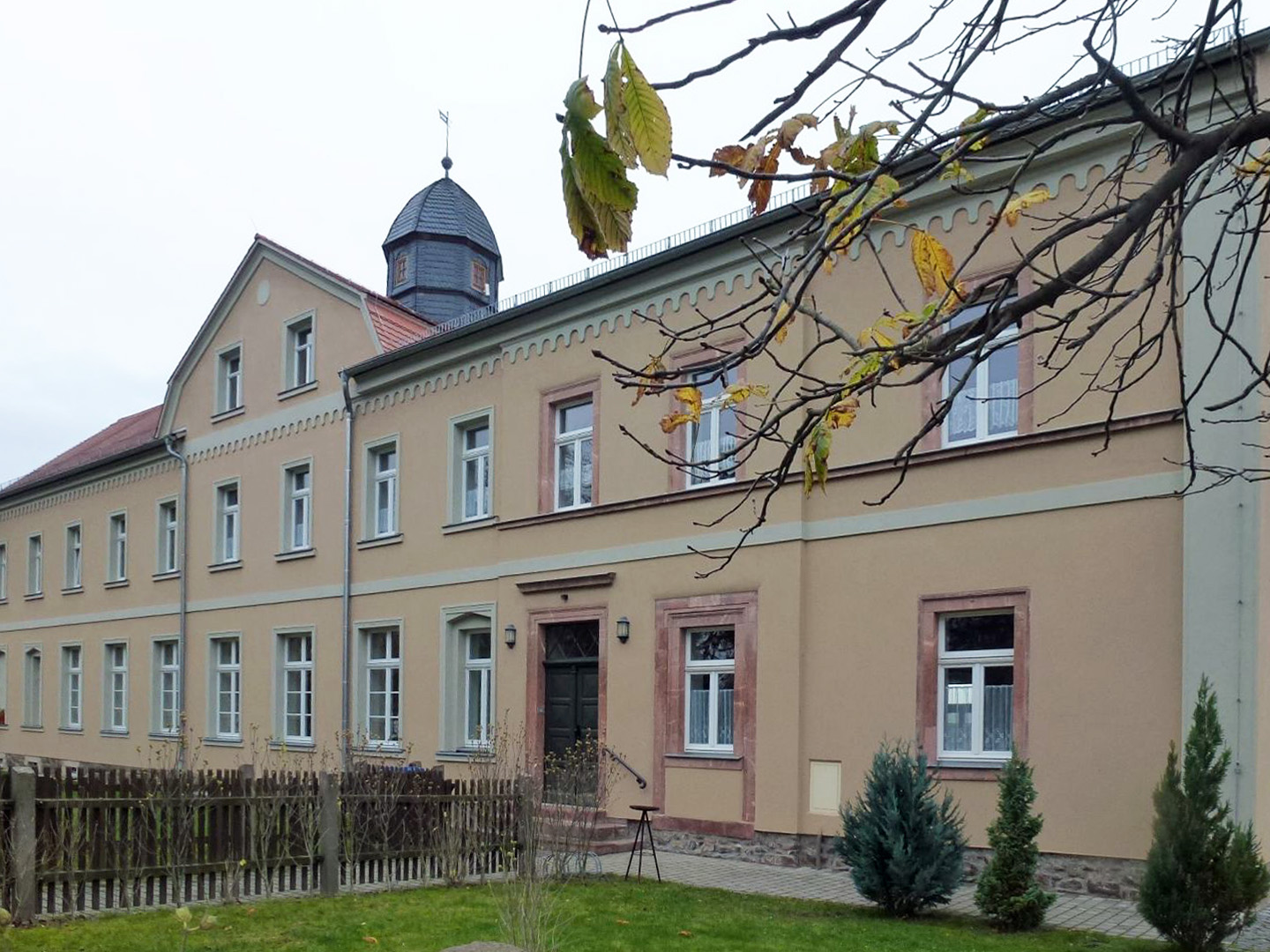
Ehem. Grundschule

Die ehem. Grundschule wird von Vereinen genutzt. Die Kinder aus Pomßen besuchen jetzt die Grundschule in Großsteinberg.

## Persönlichkeiten
- Christian Schalitz (* 1640 in Pomßen), Wirkungsdaten circa 1703–1738; Verfasser der Schrift Die Von Aberglauben Vanitaeten und Teuscherey gereinigte Chiromantia und Physiognomia Christian Schalitzens LL. AA. Cultoris. Leipzig 1703[7]
- Karl Camillo Schneider (* 1867 in Pomßen; † März 1943 in Oleśnica/Polen), deutsch-österreichischer Zoologe, Philosoph, Schriftsteller, Parapsychologe und Kunstmaler

## Varia
Im ersten Teil der österreichischen Filmtrilogie Brüder  ist Pomßen ein Handlungsort.